# Litargus exiguus
Litargus exiguus is een keversoort uit de familie boomzwamkevers (Mycetophagidae). De wetenschappelijke naam van de soort werd in 1883 gepubliceerd door Arthur Sidney Olliff.